# 地域医療連携推進法人
地域医療連携推進法人（ちいきいりょうれんけいすいしんほうじん）とは、医療機関の機能の分担及び業務の連携を推進するための方針を定めて、その方針に沿って、参加する法人の医療機関の機能の分担及び業務の連携を推進することを目的とする一般社団法人であって都道府県知事から認定を受けたもののことである。認定を受けた一般社団法人は、その名称中に地域医療連携推進法人という文字を用いなければならない。

## 概説
医療法人は、株式会社の持株会社のような形で法人をグループ化する手段がなく、競合による機能重複・過剰投資・規模のメリットが働かないなどの種々の弊害が指摘されていた。
そのような中、平成25年8月6日の社会保障制度改革国民会議報告書において、「例えばホールディングカンパニーの枠組みのような法人間の合併や権利の移転等を速やかに行うことができる道を開くための制度改正を検討する必要がある。」とされ、また、平成26年1月22日のダボス会議で安倍首相が冒頭演説で「日本にも、Mayo Clinicのような、ホールディング・カンパニー型の大規模医療法人ができてしかるべきだから、制度を改めるようにと、追加の指示をしました。」との発言があり医療法人などに関するホールディング・カンパニー型法人制度創設の機運が高まった。
平成25年11月6日から10回にわたり行われた厚生労働省の「医療法人の事業展開等に関する検討会」において、具体的な制度設計に関する議論がなされ、その後平成27年の医療法改正により制度が創設され、平成29年4月2日から施行された。

## 業務
地域医療連携推進法人は、医療連携推進方針に沿った連携の推進を図ることを目的として行う業務、すなわち「医療連携推進業務」などを行うが、「医療連携推進業務」としては以下のような業務が想定されている。
- 医師等の共同研修を始めとする医療従事者の資質の向上を図るための研修 [9]
- 医薬品等の共同購入 [9]
- 参加法人への資金の貸付け、債務の保証及び基金の引受け [9]
- 医療機関の開設
- 診療科（病床）再編（病床特例の適用）
- 地域医療連携推進法人が議決権の全てを保有する関連事業者への出資等

## メリット
- 地域医療連携推進法人内で診療科の再編や資金の融通を行い、医療の効率化や経営の安定化を図る事が出来る。
- 企業規模が大きくなると、経営効率が高まる「規模の経済」により、薬剤や医療材料の共同購入、医師、看護師、事務職の共同採用が可能となる。[10]

## デメリット
- 医療機関の集約化を地域内に限定している点があるため、集約化に限度があり、地域によっては「規模の経済」を働かせることができない。[11]
- 大学病院をホールディングカンパニーの頂点にした場合、地域医療連携推進法人に属さなければ医師の派遣などの恩恵を受けられない場合がある。

## 一覧
令和6年4月1日現在、全国で以下の39法人が地域医療連携推進法人として認定されている。
|              | 2017年度 | 2018年度 | 2019年度 | 2020年度 | 2021年度 | 合計 |
| ------------ | -------- | -------- | -------- | -------- | -------- | ---- |
| 年度別認定数 | 4        | 3        | 9        | ８       | ４       | 31   |

【北海道】
- 南檜山メディカルネットワーク（認定年月日：令和２年９月１日）法人番号：9440005002682
- 上川北部医療連携推進機構（認定年月日：令和２年９月１日）法人番号：3450005004254
- オホーツク西紋医療ケアネットワーク（認定年月日：令和５年９月１日）
- ふらのメディカルアライアンス（認定年月日：令和６年３月１日）

【青森県】
- 上十三まるごとネット（認定日：令和３年３月29日）法人番号：1420005007724

【秋田県】
- Alliance for the Future and Sustainable Society（認定日：令和６年４月１日）

【山形県】
- 日本海ヘルスケアネット（認定年月日：平成30年４月１日） 法人番号：8390005008694
- よねざわヘルスケアネット（認定年月日：令和５年９月25日）

【福島県】
- 医療戦略研究所（認定年月日：平成30年４月１日） 法人番号：5380005011768
- ふくしま浜通り・メディカル・アソシエーション（認定年月日：令和元年10月１日）法人番号：1380005012191

【茨城県】
- 桃の花メディカルネットワーク（認定年月日：令和元年11月29日）
- いばらき県北地域医療ネット（認定年月日：令和４年８月23日）

【栃木県】
- 日光ヘルスケアネット（認定年月日：平成31年４月１日）

【埼玉県】
- あげおメディカルアライアンス（認定年月日：令和５年３月１日）

【千葉県】
- 房総メディカルアライアンス（認定年月日：平成30年12月１日）

【神奈川県】
- さがみメディカルパートナーズ（認定年月日：平成31年4月１日）
- 横浜医療連携ネットワーク（認定年月日：令和３年12月22日）

【新潟県】
- にいがた県央医療連携推進機構（認定年月日：令和４年９月21日）

【岐阜県】
- 県北西部地域医療ネット（認定年月日：令和２年４月１日）
- 美濃国地域医療リンケージ（認定年月日：令和６年４月１日）

【静岡県】
- ふじのくに社会健康医療連合（認定年月日：令和３年４月７日）
- 静岡県東部メディカルネットワーク（認定年月日：令和３年９月９日）

【愛知県】
- 尾三会（認定年月日：平成29年４月２日） 法人番号：9180005017204

【滋賀県】
- 滋賀高島（認定年月日：平成31年４月１日）
- 湖南メディカル・コンソーシアム（認定年月日：令和２年４月１日）
- 東近江メディカルケアネットワーク（認定年月日：令和４年４月１日）

【大阪府】
- 北河内メディカルネットワーク（認定年月日：令和元年６月12日）
- 弘道会ヘルスネットワーク（認定年月日：令和元年６月12日）
- 泉州北部メディカルネットワーク（認定年月日：令和３年６月11日）
- 淀川ヘルスケアネット（認定年月日：令和４年６月21日）

【兵庫県】
- はりま姫路総合医療センター整備推進機構（認定年月日：平成29年４月３日） 法人番号：9140005023404
- 川西・猪名川地域ヘルスケアネットワーク（認定年月日：令和３年４月１日）

【岡山県】
- 岡山救急メディカルネットワーク（認定年月日：令和３年３月30日）

【島根県】
- 江津メディカルネットワーク（認定年月日：令和元年６月１日）
- 雲南市・奥出雲町地域医療ネットワーク（認定年月日：令和３年６月16日）

【広島県】
- 備北メディカルネットワーク（認定年月日：平成29年４月２日）

【高知県】
- 清水令和会（認定年月日：令和２年３月31日）
- 高知メディカルアライアンス（認定年月日：令和２年12月28日）

【佐賀県】
- 佐賀東部メディカルアライアンス（認定年月日：令和３年１月29日）

【鹿児島県】
- アンマ（認定年月日：平成29年４月２日）